# Марко Паяч
Марко Паяч (хорв. Marko Pajač, нар. 11 травня 1993, Загреб) — хорватський футболіст, півзахисник італійського «Дженоа». На правах оренди грає за «Реджяну».

## Клубна кар'єра
Вихованець «Зеліни», з якої 2006 року потрапив в академію «Вараждина».
У дорослому футболі дебютував 2011 року виступами за основну команду «Вараждина», в якій провів один сезон, взявши участь лише у 10 матчах чемпіонату. В тому ж сезоні він дебютував у єврокубках, зігравши останні 25 хвилин гри у кваліфікації Ліги Європи проти андоррського «Лузітаноса» (5:1) 30 червня 2011 року.
Після того, як «Вараждин» вилетів з вищого дивізіону за підсумками сезону 2011/12, Паяч підписав п'ятирічний контракт з «Локомотивою» червні 2012 року, який відразу ж віддав гравця в оренду на сезон в «Сесвете» з другого хорватського дивізіону, де Марко провів 24 матчів, забивши 5 м'ячів. З літа 2013 року став грати за «Локомотиву», але основним гравцем не був.
29 серпня 2014 року Паяч підписав трирічний контракт з угорським клубом «Відеотон». Проте в клубі з Секешфегервара хорват виступав виключно в кубкових змаганнях — Кубку Угорщини і Кубку ліги, а на початку сезону 2014/15 зіграв у кваліфікації Ліги чемпіонів проти валлійського «Нью-Сейнтса».
У серпні 2015 року перейшов у словенське «Цельє», де провів наступний сезон, зігравши у 19 матчах чемпіонату, в яких забив 4 голи.
1 липня 2016 року підписав трирічний контракт з італійським «Кальярі». 21 серпня дебютував в Серії А в матчі проти «Дженоа» (1:3), вийшовши в другому таймі замість Марко Капуано. Проте ще до кінця трансферного вікна Паяч був відданий в оренду «Беневенто» з Серії B, де футболіст зіграв у 16 матчах, забив один гол і допоміг команді вперше в історії пробитись у Серію А.
Проте сам футболіст продовжив виступи у другому за силою італійському дивізіоні, адже був відданий у нову оренду до представника цієї ліги «Перуджі», де протягом сезону був серед ключових гравців середини поля.
Повернувшись з останньої оренди, другу половину 2018 року перебував у складі «Кальярі», однак не переконав тренерів команди у своїй готовності скласти конкуренцію за місце у команді й був знову відданий в оренду, спочатку до «Емполі», а за пів року до «Дженоа».
Сезон 2020/21 розпочав у лавах «Кальярі», якому належав його контракт, проте тренерський штаб якого на хорвата не розраховував. 1 лютого 2021 року перейшов до «Брешії». За цю команду відіграв наступні півтора сезони у другому італійському дивізіоні.
Влітку 2022 року повернувся до «Дженоа», на той час вже також представника Серії B. Був гравцем ротації команди, яка за результатами сезону 2022/23 здобула підвищення в класі до Серії A. Проте перед стартом в елітному дивізіоні команда здобула підсилення, а хорватського захисники було віддано в оренду до друголігової «Реджяни».

## Виступи за збірні
2011 року дебютував у складі юнацької збірної Хорватії, у складі якої наступного року поїхав на юнацький чемпіонат Європи (U-19) 2012 року, де зіграв у двох матчах і зайняв з командою третє місце в групі та кваліфікувався на молодіжний чемпіонат світу 2013 року. На молодіжному «мундіалі» Марко також зіграв у двох матчах і вийшов з командою до 1/8 фіналу.

## Статистика виступів

### Статистика клубних виступів
Станом на 30 серпня 2023 року
| Сезон                  | Команда                | Чемпіонат              | Чемпіонат | Чемпіонат | Національний кубок | Національний кубок | Національний кубок | Континентальні кубки | Континентальні кубки | Континентальні кубки | Інші змагання | Інші змагання | Інші змагання | Всього | Всього | Всього |
| Сезон                  | Команда                | Ліга                   | Ігор      | Голів     | Ліга               | Ігор               | Голів              | Ліга                 | Ігор                 | Голів                | Ліга          | Ігор          | Голів         | Ігор   | Голів  |        |
| ---------------------- | ---------------------- | ---------------------- | --------- | --------- | ------------------ | ------------------ | ------------------ | -------------------- | -------------------- | -------------------- | ------------- | ------------- | ------------- | ------ | ------ | ------ |
| 2011–12                | «Вараждин»             | 1Л                     | 10        | 0         | КХ                 | 0                  | 0                  | ЛЄ                   | 1                    | 0                    |               | -             | -             | 11     | 0      |        |
| 2012–13                | «Сесвете»              | 2Л                     | 24        | 5         | КХ                 | 0                  | 0                  | -                    | -                    | -                    |               | -             | -             | 24     | 5      |        |
| 2013–14                | «Локомотива»           | 1Л                     | 14        | 0         | КХ                 | 0                  | 0                  | ЛЄ                   | 0                    | 0                    | -             | -             | -             | 14     | 0      |        |
| 2014–15                | «Локомотива»           | 1Л                     | 4         | 1         | КХ                 | -                  | -                  | -                    | -                    | -                    | -             | -             | -             | 4      | 1      |        |
| Усього за «Локомотиву» | Усього за «Локомотиву» | Усього за «Локомотиву» | 18        | 1         |                    | 0                  | 0                  |                      | 0                    | 0                    |               | -             | -             | 18     | 1      |        |
| 2014–15                | «Відеотон»             | НБІ                    | 0         | 0         | КУ+КЛ              | 2+2                | 2+0                | -                    | -                    | -                    | -             | -             | -             | 4      | 2      |        |
| 2015–16                | «Відеотон»             | НБІ                    | 0         | 0         | MK                 | -                  | -                  | ЛЧ+ЛЄ                | 1+0                  | 0                    | СУ            | 0             | 0             | 1      | 0      |        |
| Усього за «Відеотон»   | Усього за «Відеотон»   | Усього за «Відеотон»   | 0         | 0         |                    | 4                  | 2                  |                      | 1                    | 0                    |               | 0             | 0             | 5      | 2      |        |
| 2015–16                | «Цельє»                | Л                      | 19        | 4         | КС                 | 4                  | 1                  | ЛЄ                   | -                    | -                    | -             | -             | -             | 23     | 5      |        |
| 2016–17                | «Кальярі»              | A                      | 1         | 0         | КІ                 | 0                  | 0                  |                      | -                    | -                    | -             | -             | -             | 1      | 0      |        |
| 2016–17                | «Беневенто»            | B                      | 16        | 1         | КІ                 | -                  | -                  |                      | -                    | -                    | -             | -             | -             | 16     | 1      |        |
| 2017–18                | «Перуджа»              | B                      | 36+1      | 0         | КІ                 | 2                  | 0                  |                      | -                    | -                    | -             | -             | -             | 39     | 0      |        |
| 2018-січ. 2019         | «Кальярі»              | A                      | 3         | 0         | КІ                 | 1                  | 0                  |                      | -                    | -                    | -             | -             | -             | 4      | 0      |        |
| січ.-черв. 2019        | «Емполі»               | A                      | 10        | 2         | КІ                 | -                  | -                  |                      | -                    | -                    | -             | -             | -             | 10     | 2      |        |
| 2019–20                | «Дженоа»               | A                      | 11        | 0         | КІ                 | 1                  | 0                  | -                    | -                    | -                    | -             | -             | -             | 12     | 0      |        |
| 2020–21                | «Кальярі»              | A                      | 0         | 0         | КІ                 | 0                  | 0                  | -                    | -                    | -                    | -             | -             | -             | 0      | 0      |        |
| Усього за «Кальярі»    | Усього за «Кальярі»    | Усього за «Кальярі»    | 4         | 0         |                    | 1                  | 0                  |                      | -                    | -                    |               | -             | -             | 5      | 0      |        |
| січ.-черв. 2021        | «Брешія»               | B                      | 17+1      | 0         | КІ                 | -                  | -                  | -                    | -                    | -                    | -             | -             | -             | 18     | 0      |        |
| 2021–22                | «Брешія»               | B                      | 36+3      | 2+1       | КІ                 | 1                  | 0                  | -                    | -                    | -                    | -             | -             | -             | 40     | 3      |        |
| Усього за «Брешію»     | Усього за «Брешію»     | Усього за «Брешію»     | 53+4      | 2+1       |                    | 1                  | 0                  |                      | -                    | -                    |               | -             | -             | 58     | 3      |        |
| 2022–23                | «Дженоа»               | B                      | 10        | 0         | КІ                 | 1                  | 0                  | -                    | -                    | -                    | -             | -             | -             | 11     | 0      |        |
| лип.-серп. 2023        | «Дженоа»               | A                      | 0         | 0         | КІ                 | 0                  | 0                  | -                    | -                    | -                    | -             | -             | -             | 0      | 0      |        |
| Усього за «Дженоа»     | Усього за «Дженоа»     | Усього за «Дженоа»     | 21        | 0         |                    | 2                  | 0                  |                      | -                    | -                    |               | -             | -             | 23     | 0      |        |
| серп. 2023–24          | «Реджяна»              | B                      | -         | -         | КІ                 | -                  | -                  | -                    | -                    | -                    | -             | -             | -             | -      | -      |        |
| Усього за кар'єру      | Усього за кар'єру      | Усього за кар'єру      | 210+5     | 15+1      |                    | 15                 | 2                  |                      | 2                    | 0                    |               | 0             | 0             | 232    | 18     |        |